# Epilobium purpureum
Epilobium purpureum là một loài thực vật có hoa trong họ Anh thảo chiều. Loài này được Fr. mô tả khoa học đầu tiên năm 1819.